# Musca graminum
Musca graminum är en tvåvingeart som först beskrevs av Fabricius 1775.  Musca graminum ingår i släktet Musca och familjen fläckflugor.
Artens utbredningsområde är Tyskland. Inga underarter finns listade i Catalogue of Life.